# Boulengerella xyrekes
Boulengerella xyrekes és una espècie de peix de la família dels ctenolúcids i de l'ordre dels caraciformes.

## Morfologia
- Els mascles poden assolir 38,2 cm de longitud total.
- Nombre de vèrtebres: 44-46.[4]

## Hàbitat
És un peix d'aigua dolça i de clima tropical.

## Distribució geogràfica
Es troba a Sud-amèrica: rius Amazones i Orinoco.